# スタンレー・ミルグラム
スタンレー・ミルグラム（Stanley Milgram、1933年8月15日 - 1984年12月20日）は、アメリカ合衆国の心理学者。イェール大学とニューヨーク市立大学大学院センターで教鞭をとった。

## 人物

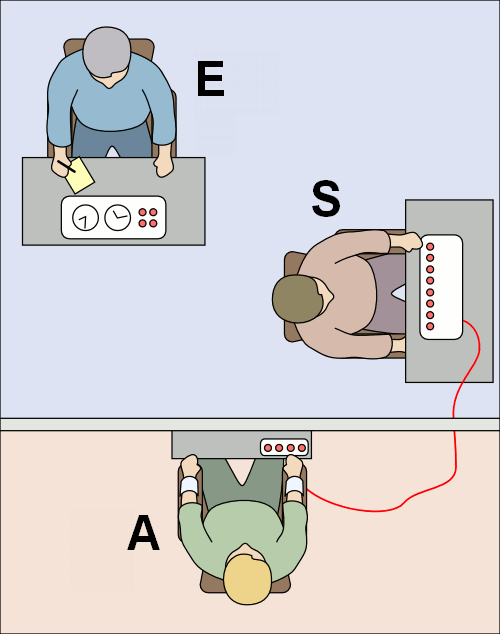

イェール大学在職中に、スモール・ワールド現象（六次の隔たりの元になった概念）や権威に対する服従についてのミルグラム実験を行った事で知られている。
20世紀の最も重要な心理学者の一人に数えられるが、彼はブロンクス区のジェームズ・モンロー高校では、フィリップ・ジンバルドーと同級生だった。ジンバルドーはのちにスタンフォード監獄実験で有名になった心理学者である。ミルグラムは、ニューヨークのクイーンズカレッジの学部を卒業の時には心理学を専攻していなかった。彼は、そこでは1954年、政治学で学士号を取得している。彼は、ハーバード大学では社会科学でPh.D.を取得しようとし、当初は、心理学の専門的なトレーニングを受けていない事を指摘されて抗議したが、結局、1954年6週間の心理学のコースを受講し、1960年Ph.D.を取得した。ミルグラムは、重要な影響を数多く残している。ハーバードで彼が、影響を受けた研究者の中に、ソロモン・アッシュやゴードン・オールポートがいる。博士論文の指導をしてもらったのは、アッシュである。1984年、彼が生まれたニューヨークで、心臓発作で亡くなった。51歳だった。
2004年、トーマス・ブラスによるミルグラムの伝記が、『服従実験とは何だったのか　スタンレー・ミルグラムの生涯と遺産』のタイトルの元に出版された。

## 権威への服従実験
ユダヤ人を両親に持つミルグラムは、ホロコーストが起きたメカニズムを理解するために、権威への服従実験をおこなった。1963年ミルグラムは、彼のミルグラム実験の成果を、「異常心理学・社会心理学ジャーナル」に「服従の行動研究」（Behavioral study of obedience）というタイトルで発表する。それに引き続き噴出した論争を沈静化するために、アメリカ心理学会（American Psychological Association、APA）は、ミルグラムの入会申し込みをその業績の倫理性に関する疑念から退ける事になった。
10年後、1974年になってミルグラムは、その著書『権威に対する服従』（邦訳『服従の心理―アイヒマン実験』）を出版し、アメリカ科学振興協会（American Association for the Advancement of Science）から、服従についての社会的な考察の業績を理由にその年の社会心理学賞を受賞している。彼はこのモデルをベトナム戦争におけるソンミ村虐殺事件の説明にも用いている。もちろん、軍隊における権威の行使、人種や文化的な相違を通しての敵の非人格化なども含めてであるが。1976年、CBSは、服従実験についての映画を放送した。『レベル10』というタイトルで、ミルグラムかと思われる科学者スティーブン・ハンターをウィリアム・シャトナーが演じている。また、ミルグラム自身も、この映画の相談役になっている。
フランスの政治スリラー映画『I as In Icarus』（1979年、日本未公開、主演はイヴ・モンタン）では、重要なシーンでミルグラムの服従実験をモチーフにしたと思われる場面がでてくる。
また、イギリスの3人組の音楽グループ、ミジェットがこの実験に触発され同名の音楽アルバムを出している。タイトルは「ミルグラム・エクスペリメント」で2001年のリリースである。

## スモール・ワールド現象
世界中からランダムに選んだ2人の人間は、知人友人のネットワークを通じて、平均6ステップでつながっている、とする六次の隔たりの概念は、基本的にはミルグラムの1967年に行われたスモール・ワールド実験から派生したものである。この実験の中で、ミルグラムは、数多くの手紙を無作為に選び出した人々に送り続けた。郵便で、手渡しでとそのやり方は様々であったが。今日のソーシャル・ネットワーキング・サービスにも繋がる発想である。